# Jiří Hledík
Jiří Hledík (ur. 19 kwietnia 1929 w Pardubicach, zm. 25 kwietnia 2015) – piłkarz czeski grający na pozycji pomocnika. W swojej karierze rozegrał 28 meczów i strzelił 1 gola w reprezentacji Czechosłowacji.

## Kariera klubowa
Swoją karierę piłkarską Hledík rozpoczął w klubie Slavoj Pardubice. Grał w nim do 1951 roku. Wtedy też odszedł do klubu Křídla vlasti Ołomuniec. W 1955 roku grał w UDA Praha i wywalczył z nim wicemistrzostwo Czechosłowacji. W latach 1956–1958 był piłkarzem Spartaka Praga Sokolovo, z którym został wicemistrzem kraju w 1958 roku. W 1958 roku został zawodnikiem Spartaka Hradec Králové. W sezonie 1959/1960 wywalczył ze Spartakiem tytuł mistrza Czechosłowacji. W 1967 roku zakończył karierę.

## Kariera reprezentacyjna
W reprezentacji Czechosłowacji Hledík zadebiutował 25 października 1953 w wygranym 1:0 meczu eliminacji do MŚ 1954 z Rumunią, rozegranym w Bukareszcie. W 1954 roku został powołany do kadry na mistrzostwa świata w Szwajcarii. Na tym turnieju wystąpił jeden raz, w meczu z Urugwajem (0:2). Od 1953 do 1962 roku rozegrał w kadrze narodowej 28 spotkań i zdobył w nich 1 bramkę.